# Myle

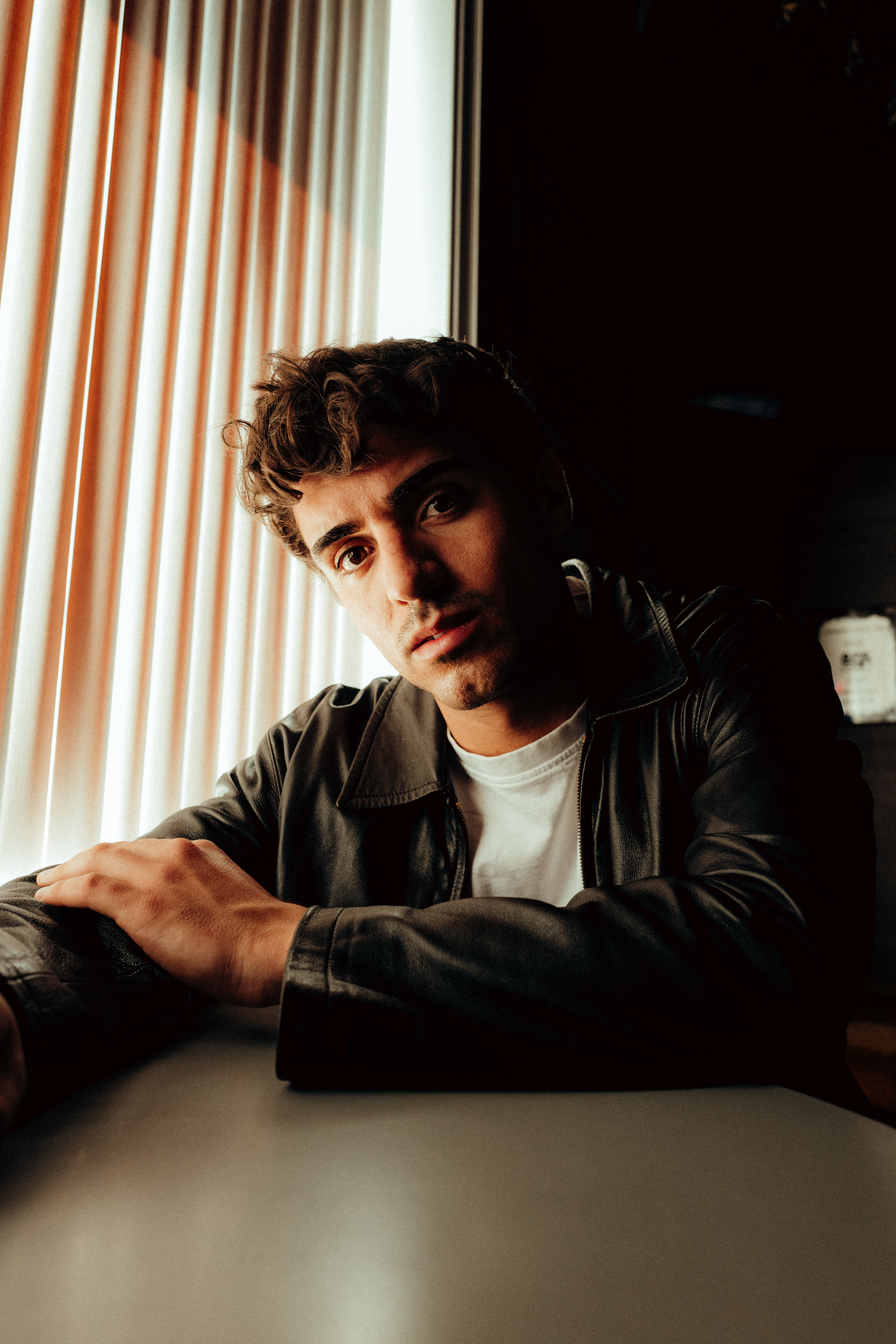
Myle (2022)

Myle (* 4. August 2000 in Ravensburg; mit bürgerlichem Namen Milo Hoelz) ist ein deutscher Sänger.

## Leben und Karriere
Myle wurde in Ravensburg geboren und wuchs auch dort auf. Sein Vater kommt ebenfalls aus Ravensburg, seine Mutter aus New York. Dadurch spricht er fließend Deutsch und singt auf Englisch.
Seit er sieben Jahre alt war, spielt er Klavier, mit 14 ist die Gitarre dazugekommen. Er begann, seine eigenen Songs zu schreiben, und im Alter von 16 Jahren trat er bereits auf dem Southside Festival auf. Nach seinem Schulabschluss fing Myle mit seinem Studium Musikproduktion an der Pop-Akademie in Mannheim an. Ende 2020 erschien Myles erste Single Late Night High. Seine Single Mutual erreichte bereits die Top 50 der deutschen Radio Charts. Auch seine Singles Following You und Hold Me gelangten in die Top 100 der Airplay Charts.
Aufgetreten ist er bereits auf Festivals, wie dem Southside Festival und dem New Pop Festival in Baden-Baden. Zudem war er bereits bei verschiedenen Künstlern, wie Justin Jesso, Welshly Arms, Wincent Weiss und Kamrad als Vorband mit auf Tour.

## Diskografie
Alben
- 2023: Songs to Scream in the Car

EPs
- 2022: Sad Boy Summer

Singles
- 2025: What If (feat. ISAAK)
- 2025: Kiss Me Like You Mean It
- 2025: Take From Me
- 2025: One In A Million
- 2024: Hello Goodbye (feat. Hanniou)
- 2024: who's in your head?
- 2024: Fuck It
- 2023: Something In Between
- 2023: That Other boy
- 2023: Patience
- 2022: Mutual
- 2022: Overkill
- 2022: Not Ready
- 2021: Hold Me
- 2021: Following You
- 2020: Late Night High